# Jeffrey Thomas (Schauspieler)

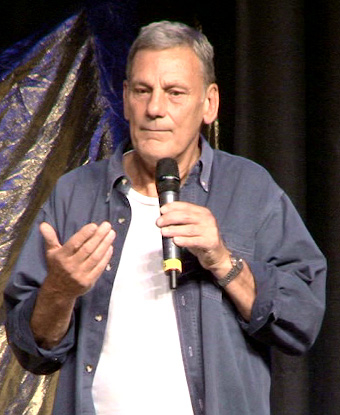
Jeffrey Thomas (2015)

Jeffrey Thomas ist ein neuseeländischer Schauspieler, Schriftsteller und Drehbuchautor.

## Karriere
Thomas wurde in Wales, Großbritannien geboren. Er ist Absolvent der Liverpool University und der Oxford University in England. Er ist zweisprachig aufgewachsen und spricht fließend Englisch und Walisisch. Thomas verfasste Schriften in beiden Sprachen. Er hat sowohl Drehbücher für mehrere Episoden von neuseeländischen Fernsehprogrammen geschrieben, als auch die Serie MWY Na Phapur Newydd. Fürs Theater schrieb er das Stück Playing the Game. Daneben verfasste er das Drehbuch des Kurzfilms Making Money und schrieb Bücher.
In Neuseeland wurde er in den späten 1980er Jahren, dank der Hauptrolle des Inspektor „Sharky“ Finn in der Serie Shark in the Park, bekannt. National bekannter wurde er mit den Serien Mercy Peak und Shortland Street. Unter dem Namen Jeff Thomas spielte er auch in Xena – Die Kriegerprinzessin mit.
Im März 2011 wurde bekannt gegeben, dass Thomas in Der Hobbit die Rolle des Thrór, den Großvater Thorin Eichenschilds, spielt. Peter Jackson und Thomas arbeiteten schon in Forgotten Silver zusammen.

## Filmographie (Auswahl)
- 1989–1991: Shark in the Park
- 1992: Shortland Street
- 1995: Forgotten Silver (Erzähler)
- 1995: Xena – Die Kriegerprinzessin
- 1998–1999: Hercules
- 2001: Mercy Peak
- 2008: Legend of the Seeker – Das Schwert der Wahrheit
- 2011: Spartacus: Gods of the Arena"
- 2011: Emilie Richards – Sehnsucht nach Paradise Island
- 2012: Spartacus: Blood and Sand
- 2012: Der Hobbit – Eine unerwartete Reise (The Hobbit: An Unexpected Journey)
- 2015: Slow West
- 2018: Die Farbe des Horizonts (Adrift)
- 2019–2021: Auckland Detectives – Tödliche Bucht (The Gulf)